# 安提瓜和巴布达奥林匹克协会
安提瓜和巴布达奥林匹克协会（英語：Antigua and Barbuda Olympic Association，IOC编码：ANT）是代表安提瓜和巴布达的国家奥林匹克委员会。安提瓜和巴布达奥林匹克协会成立于1966年，并于1976年获得国际奥林匹克委员会的认可。该组织也是泛美体育组织的成员。

## 外部连结
- 官方网站 （英文）